# 南海キャンディーズ 山里亮太のヤンピース フライデースペシャル
『南海キャンディーズ 山里亮太のヤンピース フライデースペシャル』は、ニッポン放送をキーステーションにかつて放送されていたラジオ番組。『ヤンピース』枠の金曜版に相当する。2006年10月6日放送開始、2008年8月29日放送終了。

## 放送時間
- 毎週金曜日 22:00 - 24:00
ニッポン放送のみ、2008年4月より『ますおかちゃんねる』放送時間繰上げのため23:50で飛び降り。残り10分間は地方局向けの裏送りとなる。

## 概要
- 2006年9月まで放送していた『南海キャンディーズ 山里亮太のオールナイトニッポンR』のパーソナリティだった山里亮太が務める。
- この枠で金曜日のみ別編成なのは『オールナイトニッポンフライデー 長渕剛・今夜もバリサン』→『オールナイトニッポン FRIDAY SPECIAL』→『SHOGOのオールナイトニッポンフライデー』以来3年6か月ぶりである。
- 基本的に生放送だったが、2006年11月17日はテレビ朝日系クイズ番組『クイズプレゼンバラエティー Qさま!!』で山里に対し行うドッキリ企画のため、録音放送をした。
- 稀に滝沢秀明が出演し、この番組の乗っ取りを宣言、リスナーからも「早くタッキーに交代して欲しい。」とのメールが殺到し、山里は肩身の狭い思いをしているという体だったが、実際にはその逆でコーナーがつぶれることに抗議が相次いでいる。なお滝沢は『タッキーの滝沢電波城』放送開始により、あまり登場しなくなった。また最近では山里の相方であるしずちゃんのドッキリ企画の一番いい所を撮影するために協力したり、山里がドッキリを仕掛けられて番組をジャックされることがあった。
- 『東貴博のヤンピース』同様、この番組も2008年8月で終了した。

## タイムテーブル
- 22:00 オープニング
- 22:25 ネタコーナー
- 22:40 亀梨和也のKス バイ Kス※当初は、「亀梨和也（仮）」
- 22:55 ゲスト
- 23:10 ヤンピースクエスチョン※「亮太の小部屋」として放送
- 23:30 亀梨和也のKス バイ Kス KAT-TUNスタイルフライデースペシャル※当初は、「亀梨和也（仮） KAT-TUNスタイルフライデースペシャル」
- 23:45 エンディング

## コーナー
ここでは2008年3月7日から番組終了時まで放送されていたものを掲載する。

### ザ・ダストハウス123
- ロンドンブーツ1号2号の番組「ザ・ベストハウス123」では紹介されない、ゴミのようなランキングテーマを送ってもらうコーナー。

### 山本KID
- 格闘家の山本"KID"徳郁のように名前と苗字の間に言葉を入れた有名人のミドルネームを考えてもらうコーナー。

### ゼロキロバトル
- 老舗お笑いネタ番組「爆笑オンエアバトル」で番組の最後にオンエアされなかった芸人5組のコメントと一緒にお客さんのアンケートコメントが紹介されるように、ゼロキロバトル（満点は545キロバトル）を記録した芸人のネタを勝手に想像して、アンケートコメントを考えてもらうコーナー。

### 時効警察
- 金曜ヤンピースに送られてくるボツネタの中に多々「あまりにも古いだろ!」というネタを取り締まるというコーナー。

ただし、職人の名誉のため、ペンネームは紹介されない。

## 番組終了時前に放送したネタコーナー

### ジモティー
- 地元の情報を送ってもらうが、ほとんどが嘘の情報である。ジモティーを寺門ジモンのあだ名だと思っていたことが原因でその人のファンクラブから苦情が来て終了になった。
  - 番組開始 - 2006年10月27日

### 山里亮太の今夜もドンマイ
- リスナーの悩みを電話で山里亮太が答える。
  - 番組開始 - 2006年11月10日

### ヤンピースシネマクラブ
- 毎週決められた新作映画の情報などを紹介してもらう。
  - 2006年11月3日 - 12月29日

### カウントダウンBG
- 週替りのテーマやシチュエーションにそって、しっくり来ないBGMを考えてもらう。
  - 2006年12月29日 - 2007年3月16日

### ドSテレフォン
- ドMな山里にリスナーが電話でドS発言をしてもらう。
  - 2006年11月17日 - 2007年4月?（自然消滅）

### オイラの泉
- 「オーラの泉」のパロディ。リスナーの悩みを山里扮する「山原」さんがカウンセリングをする。
  - 2006年11月17日 - 2007年5月11日（時々復活）

### イン田すべる
- 山里がインタビューで失敗にしないために、芸能人にしてはいけない質問を教えるコーナー。
  - ? - 2007年6月

### すくーぷとれ太
- 有名人のスクープ記事を考えるコーナー。2007年5月25日の放送のメールテーマだったが好評だったためコーナー化。
  - 2007年6月8日 - 9月21日

### パクリ とうさく
- 他の芸人のネタをあくまでインスパイアしていくコーナー。
- オリエンタルラジオの「武勇伝」をパクった「富裕層」
- 小島よしおの「そんなの関係ねぇ」をパクった「それほど関係ねぇ」
- うえやなぎまさひこの「母ちゃんダンプ」をパクった「父ちゃんバイク」

### ボクらの車窓から
- 通学電車の窓から見えた不思議な景色を石丸謙二郎風のナレーションで紹介する。世界の車窓からのパロディー。R時代のコーナー『修羅の国の車窓から』の名前を変えている。
  - 番組開始 - 2008年2月29日

### この気持ちは何だろう
- この気持ちは何だろうと思ったことを考えるコーナー。2007年9月14日のサッカークイズに出演したリスナーが「春に」という曲を歌った。この曲は、組曲『地平線のかなたへ』のなかの一曲で、中学校の合唱曲として広く歌われている。その中の「この気持ちは何だろう」というフレーズに山里自身が気に入ってしまったため、2007年9月21日の放送のメールテーマに。それが好評だったためコーナー化。
  - 2007年9月28日 - 2008年2月22日

### 仮装大賞
- 『欽ちゃんの仮装大賞』の一連の流れを考えてもらう。R時代からのコーナー。その週の芸能ニュースを茶化すネタをやる場合が多い。
  - 番組開始 - 2008年2月29日

### サッカークイズ
- 東貴博のヤンピースと共通のコーナーだったが、そちらでは終了し当番組のみ半年間続行。2人1組で10問のクイズに挑戦する。答える場合は「シュート」、パスする場合は「パス」と出題の前に宣言する。パスは2回のみ。パスをすると次の問題に入り、解答権が相方に変わる。10問中1問「レッドカード」が含まれており、シュートを宣告すると即ゲームセット、賞金無し。日替わりでゲストが応援するため、10問中1問はゲストに関するクイズと、山里の本『天才になりたい』から1問出題される。1問正解で2000円。なお、「ゴール」や「はずした〜」などの声は東の声を使用。
  - 番組開始 - 2008年3月28日

### ベースボールクイズ
- 東貴博のヤンピースと共通のコーナー。半年遅れで開始。詳細は東貴博のヤンピースを参照。第1回から実施したものの、自然消滅。

## 内包番組
- 亀梨和也のKス バイ Kス
- 亀梨和也のKス バイ Kス KAT-TUNスタイルフライデースペシャル

当初は、『亀梨和也（仮）』『亀梨和也 KAT-TUNスタイルフライデースペシャル（仮）』という仮のタイトル名だった。リスナー公募の末、2008年4月25日にヤンピースフライデースペシャル枠で放送された、亀梨の2時間生放送特番「ヤンピーススペシャル タイトル今夜決定! 亀梨和也2時間生ラジオ」で、タイトル名が決まった。

### 番組終了時前に放送した内包番組
- KAT-TUN スタイル（2006年10月6日 - 2008年3月28日）
- Very2 MAO/d（2007年2月1日 - 9月28日）

## スペシャルウィーク企画
- 2006年に山里亮太が出した本「天才になりたい」の言葉を元に、2007年1月12日から金曜のみ「天才になりたいシリーズ」として放送されている。
- 1月12日 ラジオの天才 笑福亭鶴光
- 1月19日 受験の天才 ラサール石井
- 1月26日 あうんの呼吸の天才 マナカナ
- 2月2日 フェロモンの天才 Sowelu、コントの天才 ザ・プラン9
- 2月9日 音楽の天才 ナナムジカ
- 電話でプロポーズ大作戦2007年4月13日と20日に分けられ放送された。そこで、山里がゲストに一夜だけ番組をジャックされてしまった。
- 2008年1月4日、山ちゃんの千葉の実家から生放送が行われた。

## カウントダウンスペシャル
- 2007年12月31日22:00から2008年1月1日1:00までの3時間のカウントダウンスペシャルが放送された（ただし、当日は月曜日→火曜日、本来は東貴博のヤンピースの放送時間）。BEAT CRUSADERS ヒダカトオルのオールナイトニッポンとのコラボ企画として山里亮太とヒダカトオルのヤンピースカウントダウンスペシャルが放送された（STV、KBCなどネットしない局あり。また、多くの局も通常放送終了時間で飛び降り、レコメンカウントダウンスペシャルに飛び乗りした）。

## ゲスト

### 2006年
- AKB48
- 坂本昌行（20th Century）
- 水樹奈々
- 大塚愛
- 時東ぁみ
- FLAME
- AcQuA-E.P.
- 山崎静代（南海キャンディーズ）
- 月亭八方

### 2007年
- 植村花菜
- 笑福亭鶴光
- ラサール石井
- 三倉茉奈・佳奈
- 川嶋あい
- 西川史子
- 東京ダイナマイト
- ハリセンボン
- あべこうじ
- ネゴシックス
- ムーディ勝山
- 滝沢秀明（4月13日、4月20日、8月10日）
- 陣内智則
- AYUSE KOZUE
- 田村ゆかり
- 高杉さと美
- 加藤ミリヤ
- 田口淳之介・田中聖（KAT-TUN）
- 山田優
- しずちゃん
- 伊藤由奈
- スネオヘアー
- MAO/d
- マリエ
- 島谷ひとみ
- 秦基博
- 福永ちな
- BoA
- 加藤沙耶香・小泉瑠美（アイドリング!!!）
- 上戸彩

### 2008年
- 滝口ミラ（アイドリング!!!）

## ネット局
- HOT'n HOT お気に入りに追加!以降、ニッポン放送の22:00〜24:00枠の番組のネット局数は、近年縮小傾向にある。

| 青森放送 | IBC岩手放送（※） | 山形放送 | ラジオ福島 | 茨城放送       |
| 信越放送 | 山梨放送         | 北陸放送 | 福井放送   | 東海ラジオ放送 |
| KBS京都  | ラジオ関西       | 山陰放送 | 山口放送   | 西日本放送     |
| 高知放送 | 長崎放送         | 熊本放送 | 大分放送   | 宮崎放送       |

- （※）IBC岩手放送では自社製作の音楽番組「feat.i」放送のため、23時からの放送（飛び乗り、2008年3月までは星子のスターダストメモリーの放送のため、同様の形式をとった）。
- 和歌山放送は2007年4月2日から自社製作番組「つれもてナイト」開始のため、2007年3月30日でネット打ち切り。
- KBCラジオが2008年の春改編で自社制作番組「VERO②VA（ベロベロバー）」放送のため、また静岡放送は2008年3月31日からTBSラジオのBATTLE TALK RADIO アクセスに切り替えたため、2008年3月28日でネット打ち切り、4月4日から全国21局ネットとなる。

## ディレクター
- 角銅秀人（当番組以外には「ナインティナインのオールナイトニッポン」〔木曜25:00-27:00〕のディレクターも担当）

山里には「鬼軍曹」などと呼ばれた。『山里亮太の不毛な議論』では、本番組レギュラー期間中には調子のいいことを言っていたが最終的に自分を切り捨てた人物、として山里が話題にあげることがある。
| ニッポン放送 金曜22時台                     | ニッポン放送 金曜22時台                                      | ニッポン放送 金曜22時台      |
| 前番組                                      | 番組名                                                       | 次番組                       |
| ------------------------------------------- | ------------------------------------------------------------ | ---------------------------- |
| 東貴博 ニッポン全国 ラジベガス 22:00〜24:00 | 南海キャンディーズ 山里亮太のヤンピース フライデースペシャル | 銀河に吠えろ!宇宙GメンTAKUYA |